# Bjornstadt Bay
Die Bjornstadt Bay ist eine Bucht auf der Ostseite Südgeorgiens. Sie liegt 2,5 km nordöstlich des Gold Harbour.
Der Name ist seit mindestens 1929 etabliert. Der Benennungshintergrund ist nicht überliefert.